# Суслов, Владимир Антонович
Владимир Антонович Суслов (р. 21 ноября 1939 года) — советский партийный, российский государственный деятель, глава администрации Тверской области (1991—1995). Почетный гражданин Тверской области.

## Биография
Родился 21 ноября 1939 года в Свердловске.

### Образование
Окончил Уральский политехнический институт по специальности «инженер-механик» и АОН при ЦК КПСС.
Трудовую деятельность начинал рабочим на Свердловском заводе «Русские самоцветы». С 1963 года работал инженером деревообрабатывающем комбинате в г. Кимры Калининской области.

### Политическая деятельность
После работы на комбинате перешел на комсомольскую, затем партийную работу, был назначен первым секретарем Калининского обкома ВЛКСМ, первым секретарем Кимрского райкома КПСС, первым секретарем Калининского горкома КПСС.
С 1987 по 1991 год — председатель исполкома Калининского областного Совета народных депутатов. В 1990 году был вновь избран депутатом, а затем — председателем Калининского облисполкома.
В октябре 1991 года был назначен главой администрации Тверской области. В декабре 1993 года избран в Совет Федерации первого созыва, был членом Комитета по бюджету, финансовому, валютному и кредитному регулированию, денежной эмиссии, налоговой политике и таможенному регулированию. В декабре 1995 года проиграл губернаторские выборы Владимиру Платову.
С 1996 по 2006 год — начальник Тверского почтамта. С 2007 года — первый заместитель директора Управления ФГУП «Почта России» по Тверской области.

## Семья
Женат, имеет двоих детей.

## Награды
- Орден «За заслуги перед Отечеством» IV степени (25 марта 2025 года) — за активное участие в подготовке и проведении общественно значимых мероприятий[2].
- Орден Дружбы (30 марта 2020 года) — за активную общественную деятельность и многолетнюю добросовестную работу[3].
- Два ордена Трудового Красного Знамени.
- Орден «Знак Почёта».
- Почётная грамота Президента Российской Федерации (30 сентября 2012 года) — за достигнутые трудовые успехи, многолетнюю добросовестную работу, активную общественную деятельность[4].
- Благодарность Президента Российской Федерации (21 декабря 1995 года) — за добросовестный труд и последовательное проведение курса экономических реформ[5].